# Сертин
Серти́н (фр. Certines) — коммуна во Франции, находится в регионе Рона — Альпы. Департамент — Эн. Входит в состав кантона Пон-д’Эн. Округ коммуны — Бурк-ан-Брес.
Код INSEE коммуны — 01069.

## География
Коммуна расположена приблизительно в 380 км к юго-востоку от Парижа, в 55 км северо-восточнее Лиона, в 9 км к югу от Бурк-ан-Бреса.
По территории коммуны протекает небольшая река Лешер.

## Климат
Климат полуконтинентальный с холодной зимой и тёплым летом. Дожди бывают нечасто, в основном летом.

## Население
Население коммуны на 2010 год составляло 1445 человек.
| 1962 | 1968 | 1975 | 1982 | 1990 | 1999 | 2010 |
| ---- | ---- | ---- | ---- | ---- | ---- | ---- |
| 397  | 429  | 491  | 675  | 916  | 1287 | 1445 |

## Администрация
| Период | Период | Фамилия     | Партия       | Примечания |
| ------ | ------ | ----------- | ------------ | ---------- |
| 2001   | 2008   | Серж Фондра | Разные левые |            |
| 2008   | 2020   | Эрик Тома   | Разные левые |            |

## Экономика
В 2010 году среди 993 человек трудоспособного возраста (15—64 лет) 793 были экономически активными, 200 — неактивными (показатель активности — 79,9 %, в 1999 году было 76,3 %). Из 793 активных жителей работали 758 человек (404 мужчины и 354 женщины), безработных было 35 (7 мужчин и 28 женщин). Среди 200 неактивных 92 человека были учениками или студентами, 73 — пенсионерами, 35 были неактивными по другим причинам.

## Достопримечательности
- Замок Жену[фр.] (XIV век). Исторический памятник с 2006 года.[4]
- Руины замка Монмор.

## Фотогалерея
- Замок Жену
- Карта коммуны